# دحو الأرض
دحو الأرض حسب المذهب الشيعي هو اليوم الذي بسط الله تعالى فيه الأرض من تحت الكعبة على الماء، وقد أشار الله تعالى في آية 30 من سورة النازعات ﴿وَالْأَرْضَ بَعْدَ ذَلِكَ دَحَاهَا ۝٣٠﴾.، كما أشار في آيات آخرى إلى بسط الأرض ومهدها تمهيداً لسكنها، يعتقد الشيعة أنه يوم 25 من ذي القعدة، وهو من الأيام التي خصت بتأكيد استحباب الصيام فيها عند الشيعة.

## معنى دحو الأرض
ورد دحو الأرض في عدة آيات، أبرزها قوله تعالى في سورة النازعات ﴿وَالْأَرْضَ بَعْدَ ذَلِكَ دَحَاهَا ۝٣٠﴾ [النازعات:30].، ودحو الأرض بمعنى بسطها ومدها، ودحاها أي: أزالها عن مقرها، وهو من قولهم:دحا المطر الحصى عن وجه الأرض، أي:جرفها.
المقصود بدحو الأرض أنّ الكرة الأرضية في بدايتها كانت مغمورة بمياه الأمطار الغزيرة التي هطلت عليها لفترة طويلة، إلّا أن تلك المياه تدريجياً استقرت في المنخفضات الأرضية،وبذلك تشكلت البحار والمحيطات، وعلت اليابسة على أطرافها وتوسعت تدريجياً، وكانت مكة أول نقطة يابسة ظهرت من تحت الماء، حسب الأحاديث الإسلامية.

## رأي المفسرين
أشار الفخر الرازي في تفسيره، اولاً:أن الله تعالى خلق الأرض اولاً ثم خلق السماء ثانياً، ثم دحى الأرض بعد ذلك بمعنى بسطها، وذلك لأنها كانت أولاً كالكرة المجتمعة، ثم إن الله تعالى بسطها ومدها؛لما روى عن عبد الله بن عمر:خلق الله البيت قبل الأرض بألفي سنة، ومنه دحيت الأرض.
ثانيأ:أن معنى قوله تعالى (دحاها) ليس مجرد البسط، بل المراد أنه بسطها بسطاً مهيأ لنبات الأقوات، وهذا هو المراد من قوله: (أخرج منها ماءها ومرعاها)؛وذلك لأن هذا الاستعداد لا يحصل للأرض إلا بعد وجود السماء فإن الأرض كالأم والسماء كالأب، ومالم يحصلا لم تتولد أولا المعادن والنباتات والحيوانات.ثالثاً: أن معنى قوله تعالى:(والأرض بعد ذلك) أي مع ذلك.
وقدأشار الطبري في تفسيره إلى اختلاف المفسرين في معنى قوله تعالى:(بعد ذلك)؛فقال بعضهم:أن دحو الأرض حصل بعد خلق السماء؛استناداً لما جاء عن ابن عباس، قوله:أن اللهَ خلق الأرض بأقواتِها من غير أن يدحوها قبل السماء، ثم استوى إلى السماء فسواهنَّ سبع سماوات، ثم دحا الأرض بعد ذلك. وقال آخرون: معنى ذلك أن الأرض مع ذلك دحاها.وقالوا:أن الأرض خُلقت ودُحيت قبل السماء، وذلك لقوله تعالى:﴿هُوَ الَّذِي خَلَقَ لَكُمْ مَا فِي الْأَرْضِ جَمِيعًا ثُمَّ اسْتَوَى إِلَى السَّمَاءِ فَسَوَّاهُنَّ سَبْعَ سَمَاوَاتٍ وَهُوَ بِكُلِّ شَيْءٍ عَلِيمٌ ۝٢٩﴾. قالوا:فأخبرَ اللهُ أنه سوى السماوات بعدَ أن خلق مافي الأرض جميعاً، وعلى هذا فلاوجه لقوله تعالى:﴿وَالْأَرْضَ بَعْدَ ذَلِكَ دَحَاهَا ۝٣٠﴾ [النازعات:30]. إلا ماذكرنا.

## الأحاديث الواردة فيها
وردت روايات عديدة في دحو الأرض، منها:
- قال الإمام الباقر: «لما أراد الله أن يخلق الأرض، أمر الرياح الأربع فضربن متن الماء حتَى صار موجاً، ثمَ أزبد فصار زبداً واحداً، فجمعه في موضع البيت، ثمَ جعله جبلاً من زبد. ثم دحا الأرض من تحته، وهو قول الله عزَ وجلَ: ﴿إِنَّ أَوَّلَ بَيْتٍ وُضِعَ لِلنَّاسِ لَلَّذِي بِبَكَّةَ مُبَارَكًا وَهُدًى لِلْعَالَمِينَ ۝٩٦﴾، فأول بقعة خُلقت من الأرض الكعبة، ثم مُدَت الأرض منها».[7]
- عن أبي عبد الله الصادق أنّه قال:(إن الله عز وجل دحا الأرض من تحت الكعبة إلى منى ثم دحاها من منى إلى عرفات ثم دحاها من عرفات إلى منى فالأرضُ من عرفاتٍ وعرفاتٌ من منى ومنى من الكعبة).[8]
- جاء عن أبي حمزة الثمالي قوله:قلت لأبي جعفر عليه السلام في المسجد الحرام:لأي شيء سماهُ اللهُ العتيق؟فقال: أنّه ليس من بيت وضعه الله على وجه الأرض إلّا له ربٌ وسكانٌ يسكنونه غير هذا البيت، فإنّه لا رب له إلّا الله عز وجل وهو الحرم. ثم قال: إن الله عز وجل خلقهُ قبلَ الأرض ثم خلقَ الأرض من بعدهِ فدحاها من تحته.[8]
- عن الحسن بن علي الوشاء قال:كنت مع أبي وأنا غلام فتعشينا عند الرضا عليه السلام ليلة خمس وعشرين من ذي القعدة فقال: ليلة خمس وعشرين من ذي القعدة ولد فيها إبراهيم وولد فيها عيسى بن مريم عليهما السلام،وفيها دحيت الأرض من تحت الكعبة، وأيضاً خصلة لم يذكرها أحد فمن صام ذلك اليوم كان كمن صام ستين شهراً.[9]

### خلق الأرض
ذكرت مسألة دحو الأرض في الروايات التي تحدثت عن خلق الأرض، من ذلك:
عندما سأل الابرش الكلبي جعفر الصادق،فقال:يا أبا عبد الله أخبرني عن قول الله تعالى:﴿أَوَلَمْ يَرَ الَّذِينَ كَفَرُوا أَنَّ السَّمَاوَاتِ وَالْأَرْضَ كَانَتَا رَتْقًا فَفَتَقْنَاهُمَا وَجَعَلْنَا مِنَ الْمَاءِ كُلَّ شَيْءٍ حَيٍّ أَفَلَا يُؤْمِنُونَ ۝٣٠﴾.؛بما كان رتقهما وبما كان فتقهما؟ فقال أبوعبد الله:يا ابرش هو كما وصف نفسه كان عرشه على الماء والماء على الهواء والهواء لاتحد، ولم يكن يومئذ خلق غيرهما والماء يومئذ عذب فرات، فلما أراد أن يخلق الأرض أمر الرياح فضربت الماء حتى صار موجاً ثم أزبدَ فصار زَبَداً واحداً.فجَمَعَهُ في موضع البيت ثم جعله جبلاً من زبد، ثم دحا الأرض من تحته فقال الله تعالى:﴿إِنَّ أَوَّلَ بَيْتٍ وُضِعَ لِلنَّاسِ لَلَّذِي بِبَكَّةَ مُبَارَكًا وَهُدًى لِلْعَالَمِينَ ۝٩٦﴾.؛ثم مكث الرب تبارك وتعالى ماشاء، فلما أراد أن يخلق السماء أمر الرياح فضربت البحور حتى أزبدتها، فخرج من ذلك الموج والزبد من وسطه دخان من غير نار فخلق منه السماء وجعل فيها البروج والنجوم ومنازل الشمس والقمر،أجراها في الفلك وكانت السماء خضراء على لون الماء الأخضر....)

## أعمال يوم دحو الأرض

### فضله
روي عن علي بن أبي طالب قوله:(إنّ أول رحمة نزلت من السماء إلى الأرض في خمسٍ وعشرين من ذي القعدة فمن صام ذلك اليوم وقام تلك الليلة فله عبادة مائة سنة صام نهارها وقام ليلها وأيّما جماعة اجتمعت ذلك اليوم في ذكر ربهم عز وجل لم يتفرقوا حتى يُعطوا سُؤلهم ويُنزل في ذلك اليوم ألف ألف رحمة يضع منها تسعة وتسعين في خلق الذّاكرين والصائمين في ذلك اليوم والقائمين في تلك الليلة).
- الغسل
- استحباب صومه، لما جاء في الرويات أن صوم الخامس والعشرين من شهر ذي القعدة يعدل صوم ستين شهراً.
- صلاة ركعتين عند الضحى يقرأ فيها سورة الحمد مرة وسورة الشمس خمس مرات، ويقول بعد الانتهاء من الصلاة: لا حول ولا قوةَ إلاّ بالله العليِّ العظيم. ثم يدعو ويقول:يامُقيلَ العثرات أقِلنِي عثرَتي، يا مُجيب الدعوات أجِب دعْوَتي، يا سامِعَ الأصوات اسْمَعْ صَوتي، وارحمْنِي وَتَجاوز عن سيئاتي، وما عِنْدِي يا ذَا الجَلالِ والإكْرام.
- جاء في مصباح المتهجد أنّه يستحب أن يدعى بهذا الدعاء في هذا اليوم:(اَللّهُمَّ داحِيَ الْكَعْبَةِ، وَفالِقَ الْحَبَّةِ، وَصارِفَ اللَّزْبَةِ، وَكاشِفَ كُلِّ كُرْبَة أسألُك في هذا اليوم من أيامِك التي أعظَمتَ حقها وقدّمتَ سَبْقَها وجَعَلْتَها عِندَ المؤمنين وديعةً وإليكَ ذَريْعةً وبرحمتِكَ الوسيعَةِ أن تصلّي على محمد المُنتَجَب في المِيثاقِ القريبِ يَومَ التلاق فاتِقِ كُلّ رِتْقٍ وداعٍ إلى كُلّ حقّ....)[14]